# Jacek Brzozowski (wojewoda)
Jacek Brzozowski (ur. 1977 w Łapach) – polski historyk, nauczyciel akademicki i urzędnik, doktor nauk humanistycznych, od 2023 wojewoda podlaski.

## Życiorys
W 2002 ukończył studia z zakresu historii na Uniwersytecie w Białymstoku. Został następnie pracownikiem Instytutu Historii na tej uczelni. W 2012 na macierzystym uniwersytecie uzyskał stopień doktora nauk humanistycznych na podstawie pracy pt. Między Bydgoszczą a Lwowem. Zygmunt I a szlachta koronna w latach 1520–1540. W 2016 ukończył studia podyplomowe dotyczące stosunków międzynarodowych w Polskim Instytucie Spraw Międzynarodowych oraz w zakresie dyplomacji kulturalnej w Collegium Civitas w Warszawie. Został członkiem jednej z komisji Polskiego Towarzystwa Historycznego oraz Instytutu Badań nad Dziedzictwem Kulturowym Europy. Prezydent Białegostoku Tadeusz Truskolaski powierzył mu funkcję dyrektora Departamentu Prezydenta Miasta.
20 grudnia 2023 został powołany na stanowisko wojewody podlaskiego.

## Odznaczenia
- Srebrna Odznaka „Zasłużony dla Krajowej Administracji Skarbowej”  (2025)[6]